# 沖繩縣營鐵道糸滿線
糸滿線是曾位於現在冲绳县那霸市的国場站和糸满市的糸滿站之間，由冲绳县營铁道營運的铁路线。于 1923 年通車，是沖繩縣營鐵道的第三條路線，于 1945 年 3 月因太平洋战争而停止營運，设施毀於冲绳岛战役。

## 路线数据
停止营业时
- 路线距离：国马～糸满 15.0km
- 軌距：762mm
- 车站数量：11个（含起點與終點站）
- 複線區間：无（全線单線）
- 电气化區間：无（全線非電氣化）

## 历史
- 1923年（大正12年） 7月11日，国場至糸满之間开业。設有津嘉山站、山川站、喜屋武站、稻嶺站、東風平站、世名城站、高嶺站、兼城站、糸滿站。
- 1934年5月（昭和9年）屋宜原站开業。
- 1945年3月停止營運。

## 车站列表
停止营业时：
國場站、津嘉山站、山川站、喜屋武站、稻嶺站、屋宜原站、東風平站、世名城站、高嶺站、兼城站、糸滿站。

## 连接路线
- 國場站：沖繩縣營鐵道與那原線
- 糸滿站：糸滿馬車軌道

## 備註
- 从那霸向南到糸满，直线距离约10公里，但糸满线的路線卻向東绕道；且在山川站和稻嶺站之间，由於當時的地方實力派人物－－醫生兼縣議會議員大城幸之一的影響，將鐵路轉向他的家鄉，而出現一段由南向北的路線。这個彎曲的路段被称为「幸之一彎道」。
- 據推測，终点站糸满站位于北纬 26 度 7 分 49-50 秒，使其成为日本外地除外的最南端車站保持者；現存日本最南端的軌道车站是冲绳都市单轨电车线的赤嶺站，位于北纬26度11分36秒。现场残留着一个看似车站厕所的结构 。